# أنديرس لاسين
أنديرس لاسين (بالدنماركية: Anders Lassen) هو عسكري دنماركي، ولد في 22 سبتمبر 1920 في كوبنهاغن في الدنمارك، وتوفي في 9 أبريل 1945 في كوماكيو في إيطاليا بسبب قتل في المعركة.